# Joint Venture (groupe)
Pour la signification de « joint venture », voir Coentreprise.
Joint Venture est un groupe allemand de liedermacher (musique vocale), actif entre 1993 et 2000.

## Histoire
Le groupe est composé des deux chanteurs Martin Simon et Götz Widmann. Ils utilisent comme instruments des guitares acoustiques, accompagnées de leurs voix. Ils montent sur scène pour la première fois au Bonner Folkstref (rencontre folk de Bonn) en octobre 1993. Le groupe prend fin au décès de Kleinti le 5 juin 2000, à la suite d'une attaque cardiaque. Götz Widmann continue désormais une carrière solo tout en reprenant quelques anciens titres de Joint Venture lors de concerts.
Joint Venture écrit la majorité de ses textes sur des thèmes de la vie quotidienne, de la politique, du cannabis, du sexe et de l'alcool. Leurs chansons les plus connues sont Holland, Das bittere Ende, Chronik meins Alkolismuss (litt. « Chronique de mon alcoolisme ») ou Der trinkende Philosoph (litt. « Le philosophe qui boit »).
Götz Widmann revient en 2023 pour une tournée spéciale 30 ans sous le nom de Joint Venture.

## Discographie
- 1995 : Dinger
- 1995 : Augen zu
- 1996 : Unanständige Lieder (album live)
- 1998 : Ich brauch’ Personal
- 1999 : Extremliedermaching
- 2002 : Kleinti (best-of)